# Avernes-Saint-Gourgon
Avernes-Saint-Gourgon est une commune française, située dans le département de l'Orne en région Normandie, peuplée de 69 habitants.

## Géographie
La commune est aux confins du pays d'Auge, du département de l'Orne et de celui du Calvados.
Son bourg est à 7 km au nord du Sap, à 13 km à l'est de Vimoutiers, à 14 km au sud-ouest d'Orbec et à 20 km au sud-est de Livarot.
Avant la Révolution, elle appartenait à la généralité d'Alençon et  à l'élection de Lisieux, au diocèse de Lisieux et au doyenné de Vimoutiers.
Elle fait partie du canton de Vimoutiers.
Elle adhérait, depuis sa création en 2003, à la communauté de communes du Pays du Camembert, intégrée depuis le 1er janvier 2017 à la communauté de communes des Vallées d'Auge et du Merlerault.
| Canapville      | Livarot-Pays-d'Auge (comm. dél. de Meulles et Familly, Calvados) | Livarot-Pays-d'Auge (comm. dél. de Familly, Calvados), Saint-Aubin-de-Bonneval |
| Pontchardon     | Avernes-Saint-Gourgon                                            | Saint-Aubin-de-Bonneval                                                        |
| Le Bosc-Renoult | Le Bosc-Renoult                                                  | Saint-Germain-d'Aunay, Le Bosc-Renoult                                         |

### Hydrographie
La commune est située dans le bassin Seine-Normandie. Elle est drainée par la Touques, le ruisseau de la Bigotière, le Bourgel, la Menardière et le un bras du Bourgel,,.
La Touques, d'une longueur de 108 km, prend sa source dans la commune de Champ-Haut et se jette  dans la baie de Seine en limite de Trouville-sur-Mer et de Deauville, après avoir traversé 42 communes. 
Le ruisseau de la Vérette, d'une longueur de 17 km, prend sa source dans la commune de Chaumont et se jette  dans l'Orbiquet à La Folletière-Abenon, après avoir traversé six communes. 

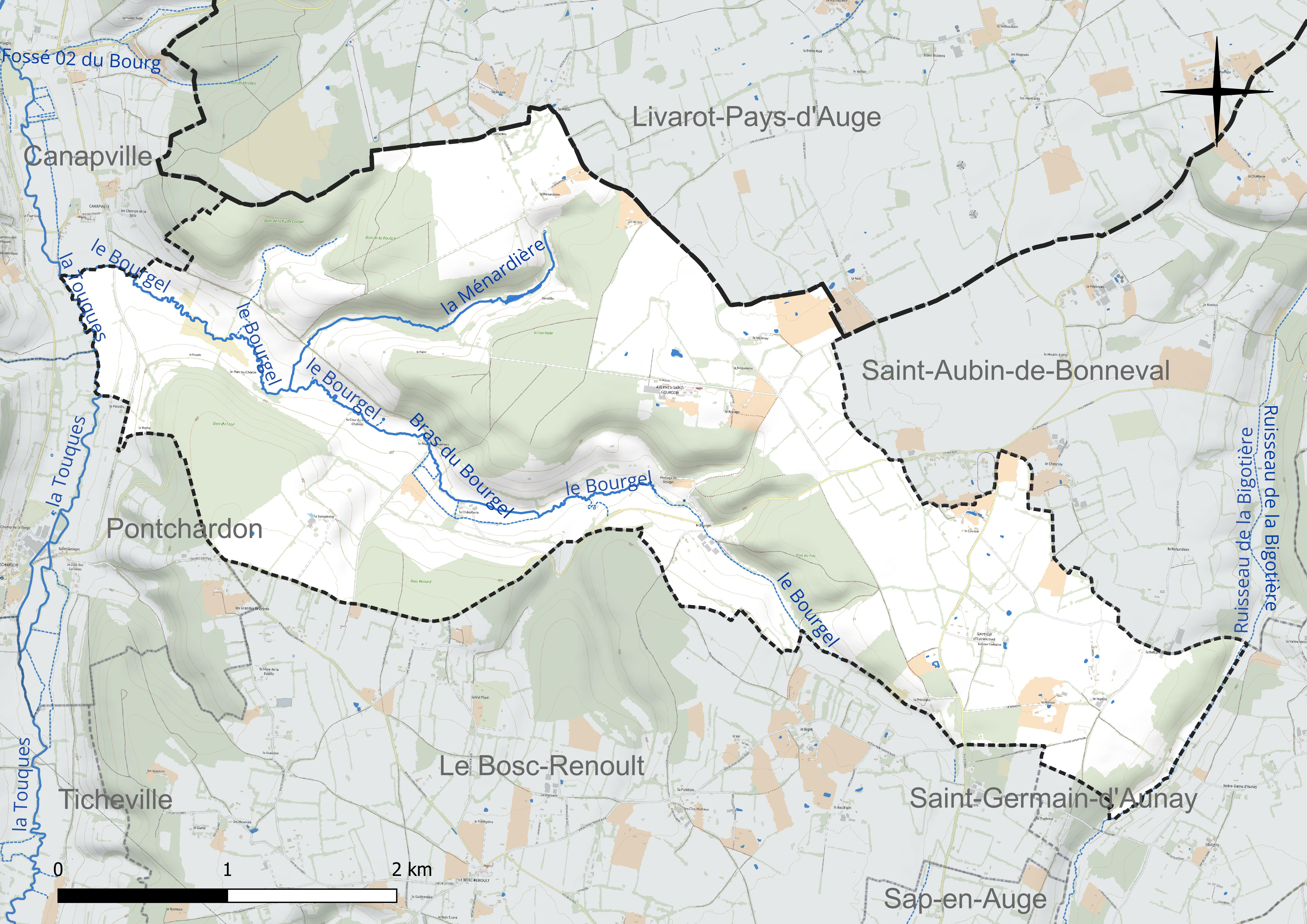
Réseau hydrographique d'Avernes-Saint-Gourgon.

### Climat
Pour des articles plus généraux, voir Climat de la Normandie et Climat de l'Orne.
En 2010, le climat de la commune est de type climat océanique dégradé des plaines du Centre et du Nord, selon une étude du CNRS s'appuyant sur une série de données couvrant la période 1971-2000. En 2020, Météo-France publie une typologie des climats de la France métropolitaine dans laquelle la commune est exposée à un climat océanique et est dans la région climatique Normandie (Cotentin, Orne), caractérisée par une pluviométrie relativement élevée (850 mm/a) et un été frais (15,5 °C) et venté. Parallèlement le GIEC normand, un groupe régional d’experts sur le climat, différencie quant à lui, dans une étude de 2020, trois grands types de climats pour la région Normandie, nuancés à une échelle plus fine par les facteurs géographiques locaux. La commune est, selon ce zonage, exposée à un « climat contrasté des collines », correspondant au Pays d’Auge, Lieuvin et Roumois, moins directement soumis aux flux océaniques et connaissant toutefois des précipitations assez marquées en raison des reliefs collinaires qui favorisent leur formation.
Pour la période 1971-2000, la température annuelle moyenne est de 9,9 °C, avec une amplitude thermique annuelle de 13,6 °C. Le cumul annuel moyen de précipitations est de 805 mm, avec 12,5 jours de précipitations en janvier et 8,8 jours en juillet. Pour la période 1991-2020, la température moyenne annuelle observée sur la station météorologique la plus proche, située sur la commune de Ticheville à 5 km à vol d'oiseau, est de 10,9 °C et le cumul annuel moyen de précipitations est de 826,1 mm,. Pour l'avenir, les paramètres climatiques de la commune estimés pour 2050 selon différents scénarios d’émission de gaz à effet de serre sont consultables sur un site dédié publié par Météo-France en novembre 2022.

## Urbanisme

### Typologie
Au 1er janvier 2024, Avernes-Saint-Gourgon est catégorisée commune rurale à habitat très dispersé, selon la nouvelle grille communale de densité à sept niveaux définie par l'Insee en 2022.
Elle est située hors unité urbaine et hors attraction des villes,.

### Occupation des sols
L'occupation des sols de la commune, telle qu'elle ressort de la base de données européenne d’occupation biophysique des sols Corine Land Cover (CLC), est marquée par l'importance des territoires agricoles (66,6 % en 2018), une proportion sensiblement équivalente à celle de 1990 (66,8 %). La répartition détaillée en 2018 est la suivante : 
prairies (42,8 %), forêts (31,3 %), terres arables (23,9 %), milieux à végétation arbustive et/ou herbacée (2,1 %). L'évolution de l’occupation des sols de la commune et de ses infrastructures peut être observée sur les différentes représentations cartographiques du territoire : la carte de Cassini (XVIIIe siècle), la carte d'état-major (1820-1866) et les cartes ou photos aériennes de l'IGN pour la période actuelle (1950 à aujourd'hui).

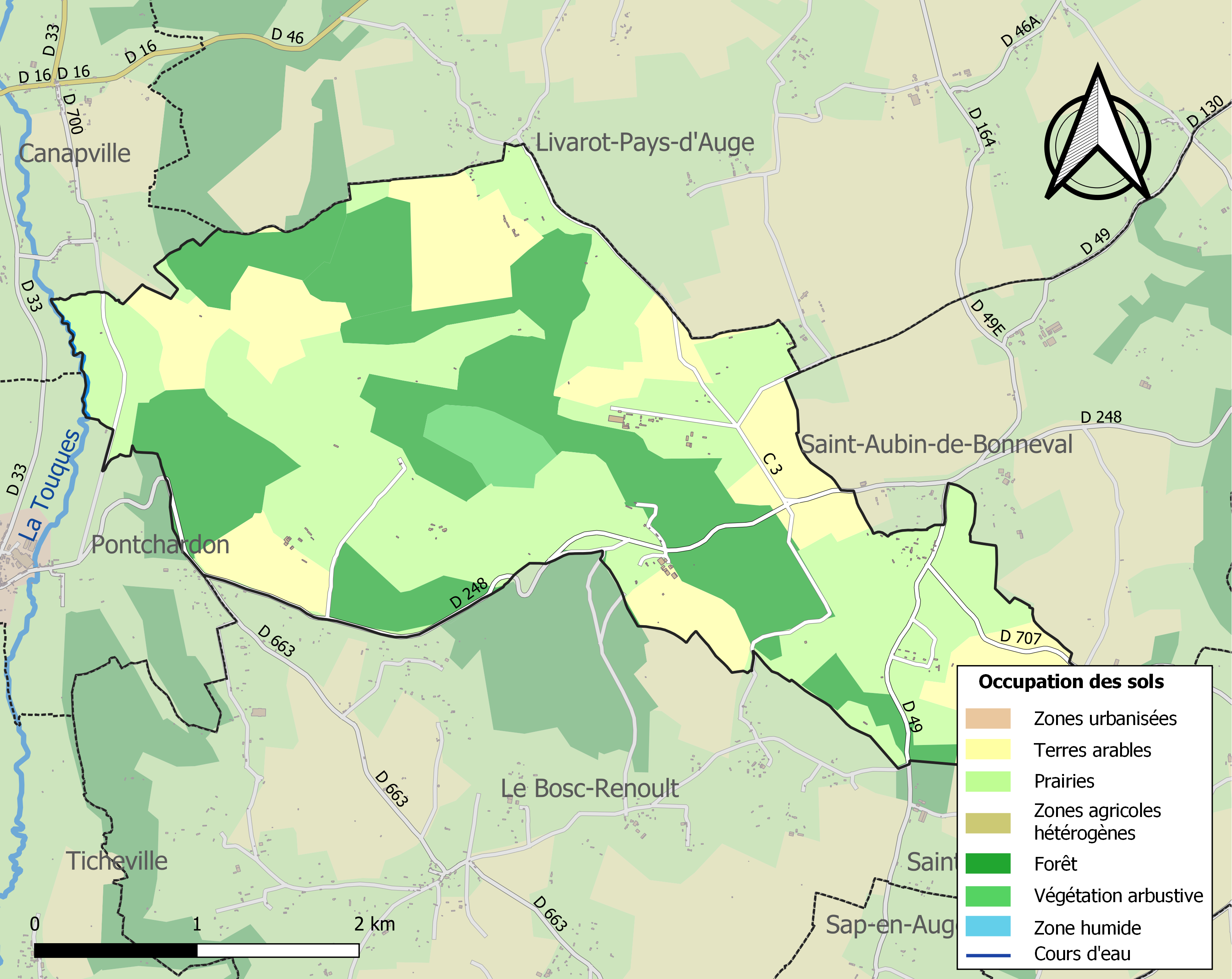
Carte des infrastructures et de l'occupation des sols de la commune en 2018 (CLC).

## Toponymie
Le nom de la localité est attesté sous les formes Avenae en 1209, Avesnis en 1214.
Albert Dauzat envisage pour origine le latin avena, « avoine », qui pourrait avoir eu ici le sens de « terre maigre ». Selon Ernest Nègre, il peut s'agir de l'ancien français avenesne, issu du bas latin *avenesna (au pluriel *avenesnas) qui a eu le sens de « terre propice à l'avoine », alors que pour René Lepelley, c'est le germanique avisna / afisna, « pâturage » (cf. vieil anglais æfesn « pâturage »). Le s aurait été altéré en r, évolution phonétique parfois observée.
Ernest Nègre explique également le type toponymique Avesnes, dont la répartition est limitée à la Normandie, la Picardie et le Nord-Pas-de-Calais, par l'ancien français avenesne ou le bas latin *avenesna (non attesté), en supposant un hypothétique passage de *Avenesne à Avesne. *Avenesne n'est jamais mentionné dans les formes anciennes des différents toponymes Avesnes ou en -avesne. En effet, toutes les formes les plus anciennes sont du type Avis(i)n-. Ainsi, en témoignent, par exemple, Avesnes-Chaussoy (Somme, Avisnas en 750), Avesnes (Somme, Vron, Avisnis en 844), Avesnes-le-Sec (Nord, Avisinas en 775), Avesnes-en-Bray (Seine-Maritime, Avisnis en 842). Il est en revanche semblable au radical du mot germanique avisna. En outre, l'altération du [s] montre que le toponyme n'a pas été perçu comme étant un dérivé d’aveine « avoine », un nom de lieu n'évoluant jamais dans le sens d'une plus grande opacité sémantique.
La paroisse était dédiée à Gourgon, martyr romain du IVe siècle.
La paroisse de Saint-Cyr-d'Étrancourt était quant à elle dédiée à Cyr de Tarse, également martyr chrétien du IVe siècle.
Le gentilé est Avernais.

## Histoire
En 1821, Avernes-Saint-Gourgon (195 habitants) absorbe Saint-Cyr-d'Étrancourt (100 habitants) à l'est de son territoire.

## Politique et administration
| Période                                  | Période   | Identité          | Étiquette | Qualité     |
| ---------------------------------------- | --------- | ----------------- | --------- | ----------- |
| avant 1988                               | ?         | Émile Jarrie      |           |             |
| ?                                        | mars 2001 | Henri Hubert      |           |             |
| mars 2001                                | En cours  | Christophe Bignon | SE        | Agriculteur |
| Les données manquantes sont à compléter. |           |                   |           |             |

Le conseil municipal est composé de sept membres dont le maire et un adjoint.

## Démographie
L'évolution du nombre d'habitants est connue à travers les recensements de la population effectués dans la commune depuis 1793. Pour les communes de moins de 10 000 habitants, une enquête de recensement portant sur toute la population est réalisée tous les cinq ans, les populations de référence des années intermédiaires étant quant à elles estimées par interpolation ou extrapolation. Pour la commune, le premier recensement exhaustif entrant dans le cadre du nouveau dispositif a été réalisé en 2005.
En 2022, la commune comptait 69 habitants, en évolution de +23,21 % par rapport à 2016 (Orne : −3,21 %, France hors Mayotte : +2,11 %).
Avernes-Saint-Gourgon a compté jusqu'à 316 habitants en 1841, mais les deux communes d'Avesnes-Saint-Gourgon et Saint-Cyr-d'Étrancourt fusionnées en 1821 totalisaient 352 habitants en 1806 (respectivement 236 et 116).
| 1793 | 1800 | 1806 | 1821 | 1836 | 1841 | 1846 | 1851 | 1856 |
| ---- | ---- | ---- | ---- | ---- | ---- | ---- | ---- | ---- |
| 230  | 232  | 236  | 195  | 306  | 316  | 299  | 285  | 241  |

| 1861 | 1866 | 1872 | 1876 | 1881 | 1886 | 1891 | 1896 | 1901 |
| ---- | ---- | ---- | ---- | ---- | ---- | ---- | ---- | ---- |
| 226  | 197  | 177  | 181  | 185  | 172  | 170  | 162  | 154  |

| 1906 | 1911 | 1921 | 1926 | 1931 | 1936 | 1946 | 1954 | 1962 |
| ---- | ---- | ---- | ---- | ---- | ---- | ---- | ---- | ---- |
| 142  | 156  | 98   | 150  | 133  | 131  | 146  | 118  | 117  |

| 1968 | 1975 | 1982 | 1990 | 1999 | 2005 | 2006 | 2010 | 2015 |
| ---- | ---- | ---- | ---- | ---- | ---- | ---- | ---- | ---- |
| 120  | 78   | 72   | 55   | 63   | 69   | 69   | 69   | 57   |

| 2020 | 2022 | - | - | - | - | - | - | - |
| ---- | ---- | - | - | - | - | - | - | - |
| 65   | 69   | - | - | - | - | - | - | - |

## Culture locale et patrimoine

### Lieux et monuments

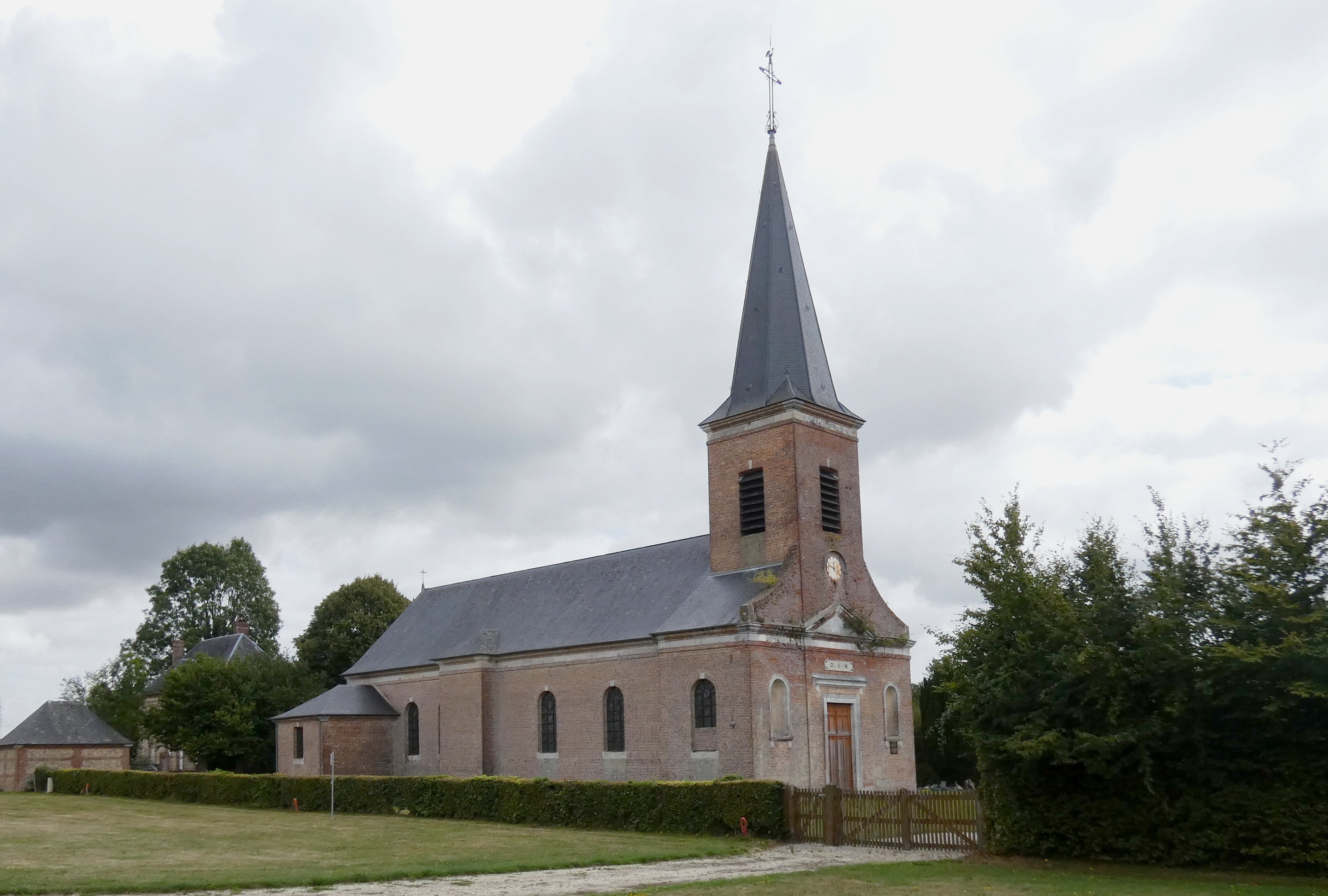
L'église Saint-Gourgon.

- Église Saint-Cyr-et-Sainte-Julitte de Saint-Cyr-d'Estrancourt (XIe siècle), inscrite aux Monuments historiques[34]. L'ensemble autel-retable des environs de 1700 est classé à titre d'objet mobilier[35], ainsi que plusieurs statues et un groupe sculpté[36]. L'église est dédiée à saint Cyr et à sa mère, sainte Julitte, deux martyrs chrétiens du IVe siècle.
- Église Saint-Gourgon d'Avernes-Saint-Gourgon, construite par le marquis d'Avernes au début du XIXe siècle, abritant un aigle-lutrin du XIXe classé à titre d'objet mobilier[37].
- Ruines du château d'Avernes, du XVIIIe siècle. Le château d'Avernes a été construit vers 1770 pour Charles Antoine de Bernart, marquis d'Avernes, dont la famille possédait la seigneurie d'Avernes depuis le XVe siècle, par l'architecte parisien Henry[38]. Il succéda à un manoir construit en pans de bois, un peu plus bas dans la vallée. Long de onze travées, il s'élevait sur trois niveaux, en moellons enduits, avec des chaînages en brique. La façade d'arrivée comportait une aile en retour à chacune de ses extrémités et un avant-corps central légèrement saillant, surmonté d'un fronton triangulaire et d'un haut comble mansardé. De ce côté, le niveau inférieur, en sous-sol, était occulté par un terrassement  incliné, séparé du château par un étroit fossé sec. La façade arrière dominait un panorama très étendu sur la vallée. Elle était rectiligne, avec un avant-corps central saillant en arc de cercle, large de trois travées, rythmées par des pilastres en brique. Cette saillie comportait à son sommet une terrasse couverte en feuille de plomb. Assez élevé, le premier étage, ou piano nobile, offrait des espaces de réception hauts de plafond et des pièces entresolées. Le château était environné d'un parc comportant des avenues et, sur une vaste parcelle, des arbres plantés en quinconce[39],[40]. Le marquis d'Avernes n'émigra pas à la Révolution et ne fut pas dépossédé de ses biens. À sa mort, sans postérité, à Avernes en 1818, le château et le domaine échurent à son cousin Eustache Louis de Vauquelin des Chesnes (1769-1859)[41](arrière-arrière petit-fils de Françoise de Bernart d'Avernes), qui le laissa à deux de ses enfants :  Alphonse Eustache de Vauquelin et Henriette de Vauquelin  (comtesse de Vigneral (dont les descendants détiennent toujours une partie des terres). Eustache de Vauquelin fut maire d'Avernes et mourut au château en 1880. Il eut pour successeur son fils, Guillaume de Vauquelin, également maire d'Avernes, mort en 1901. Le château fut alors vendu. Après la Première Guerre mondiale, il fut laissé à l'abandon et tomba progressivement en ruines. Les avenues et le quinconce du parc furent abattus[42]. Il ne reste plus aujourd'hui du château que des pans de murs éventrés et couverts de végétation, occultés depuis le chemin d'accès par un bâtiment agricole (propriété privée). Son aspect est connu par des cartes postales anciennes[43].

### Personnalités liées à la commune
- Charles-Antoine de Bernart (1734-1818), marquis d'Avernes, maréchal des camps et armées du Roi en 1784, lieutenant général des armées du Roi en 1815, chevalier de Saint-Louis, mort à Avernes en 1818, commanditaire de l'église et du château d'Avernes.